# معتمدية البرادعة
معتمدية البرادعة إحدى معتمديات الجمهورية التونسية، تابعة لولاية المهدية.
*البرادعة هي مدينة ساحلية تقع على بعد 20 كيلومترًا جنوب المهدية، سميت سابقاً "البحيرة". 
*يبلغ عدد سكانها حوالي 20 ألف نسمة على مساحة 4105 هكتار.
*شاطئ العالية من معتمدية البرادعة صنف من أجمل الشواطئ التونسية و متحصل على الراية الزرقاء. 
*من أبرز المنظمات الشبابية الموجودة بالمنطقة، النادي الأولمبي بالبرادعة، الحسينات الرياضية ،فوج الكشافة، دار الشباب بالبرادعة وغيرها.

## احداثها
ٱحدثت معتمدية البرادعة بأمر حكومي عدد 367 لسنة 2020 مؤرخ في 16 يونيو 2020 صادر عن رئيس الحكومة إلياس الفخفاخ. كانت سابقا تابعة لمعتمدية قصور الساف.